# 宮丸くるみ
宮丸 くるみ（みやまる くるみ - ）は、日本の元アイドル。女性アイドルグループ・Lily of the valleyの元メンバー。大阪府出身。元バンビーナ所属。

## 略歴
いもうとシスターズのメンバーで関西3期生。
2018年8月、TwitterにてLily of the valleyの結成告知が行われ、メンバーの一人として発表。10月、大阪HMV&BOOKS SHINSAIBASHIにてデビューライブを開催。
2020年9月、TOKYO IDOL FESTIVALオンライン2020に連動した「週刊SPA！ TIF特別号」にて開催の「水着でアイドル頂上決戦」に参加。
2021年10月4日、体調不良により活動休止を発表。11月30日、当日付でのグループの卒業と芸能界の引退を発表した。

## 人物
- 特技はダンス[1]。
- 趣味はファッション、料理[7]。

## 出演

### 映画
- あこがれ（2015年11月5日、監督 : 一尾直樹） - 愛実役[7]。

### ラジオ
- ラジオのアナ～ラジアナ まな板SHOW・TIME！ Part2（2021年9月21日、NACK5）

## 作品

### DVD&BD
- ひとりじめ（2015年11月10日、アイマックス）
- ひとりじめ Part2（2016年1月15日、アイマックス）
- ふたり。（2016年12月20日、アイマックス） - 共演 : 愛乃きらら。
- はじまりのうた（2021年9月25日、フェイス）

## 書籍

### 雑誌
- SPA! 10月6日号（2020年9月29日、扶桑社）